# Henson-Gletscher
Der Henson-Gletscher ist ein Gletscher an der Davis-Küste des Grahamlands auf der Antarktischen Halbinsel. Er fließt vom Detroit-Plateau nordwärts und mündet 3 km südwestlich des Hargrave Hill in den Wright-Piedmont-Gletscher.
Luftaufnahmen der Hunting Aerosurveys Ltd. aus den Jahren von 1955 bis 1957 dienten seiner Kartierung. Das UK Antarctic Place-Names Committee benannte den Gletscher am 23. September 1960 nach dem britischen Erfinder und Luftfahrtpionier William Samuel Henson (1812–1888).